# Sexuální výchova
Sexuální výchova v rodině se uplatňuje od dětství, přes dospívání a její účinky jsou podstatné pro celý život jedince. Je pro ni typický oboustranný přenos, jak od rodičů k dětem, tak od dětí k rodičům. Ve škole se pak jedná o školní předmět, který je vyučován na základních a středních školách ve snaze seznámit budoucí dospělé se základními fakty vztahující se k lidské sexualitě a připravit je na zodpovědný sexuální život. Informace by měly být během výuky podávány nezaujatě a pravdivě, bez důrazu na náboženské hledisko, které by ale mělo být uvedeno jako jedna z možností.
Podstatu a cíle sexuální výchovy tvoří vše, co přispívá k výchově celistvé osobnosti, schopné poznávat a chápat sociální, mravní, psychologické a fyziologické zvláštnosti jedinců podle pohlaví a díky tomu zformovat optimální mezilidské vztahy s lidmi svého i opačného pohlaví.   Jejím úkolem je také ochrana dětí před předčasnou sexualizací a sexuální traumatizací.

## Témata sexuální výchovy

### Z biologického a lékařského hlediska
- Smyslem sexuálního chování je rozmnožování, tedy předání genetické informace na další generaci. Na to musí být připraveno několik věcí. Tělo i psychika jedince, výběr partnera/partnerky, zázemí pro založení rodiny atd.
- Samotný sex i další aspekty komunikace s opačným pohlavím jsou spojeny s příjemnými pocity, vzrušením, rozkoší. To je důvodem, proč někteří lidé provozují sex nejen za účelem plození potomstva. Dělají to i některé jiné živočišné druhy (například šipanzi bonobo).
- Vědecké poznatky o homosexualitě.
- Biologický vývoj člověka, rozdíly mezi muži a ženami, proměna těla v pubertě, vliv hormonů.
- Souvislost emocí a biochemie.
- Proces oplodnění, početí potomka.
- Průběh těhotenství a mateřství, možné zdravotní komplikace a prevence.
- Ochrana před nemocemi a neplánovaným rodičovstvím, hygienické návyky, principy antikoncepce, smysl gynekologie.
- Umělé přerušení těhotenství.

### Ve vztahu k okolí
- Vzorce chování člověka ve společnosti jsou často spojeny se sexualitou více, než si lidé připouštějí. Sexuální výchova by měla upozornit na takové chování a ukázat názorně jeho důsledky, aby si jich žáci byli v životě vědomi.
- Souvislost sexuálního chování a přitažlivosti se zamilovaností a láskou.
- Erotika a pornografie.
- Sexuální materiál v médiích, na Internetu.
- Souvislost s lidskými právy, ustanovení o sexu v zákonech České republiky, důvody pro jejich platnost. Diskriminace na základě pohlaví či sexuální orientace. Různé přístupy k homosexualitě.
- Sexuální deviace.

## Sexuální výchova v rodině

### Proč mluvit s dětmi o sexualitě
Z výzkumů vyplývá, že děti i dospívající preferují jako zdroj sexuální výchovy rodiče, proto je rodinné prostředí nejvhodnějším místem pro realizaci sexuální výchovy, a to z následujících důvodů:
- Pochopení biologických rozdílů mezi muži a ženami. Již malé děti si uvědomují své tělo, stejně jako těla ostatních a rodiče v otázkách o lidském těle nesmí hledat sexuální podtext.[4]
- Spojení sexuality s láskou. Děti mají být poučeny o tom, že mají zahájit sexuální život teprve ve stabilním a důvěrném partnerském vztahu. Toto poučení vede k tomu, že si sex spojují s láskou, a ne pouze s povrchním okouzlením.[5][6]
- Podání plných informací. Dítě se k informacím o sexualitě dostane v dnešní době bez problémů, rodič proto musí tyto informace doplnit a ujistit se, že jsou informace dítěti jasné.[1]
- Posílení vztahu mezi rodičem a dítětem. Důvěrné rozhovory dodají dítěti pocit bezpečí a jistoty.[6][1]

### Obsah dle věku dítěte
- 0-3 roky: Klíčovými prvky zdravé sexuality v tomto období je znalost svého těla (jeho funkce), poznání rozdílů mezi pohlavími a uvědomování si pohlaví vlastního.[6]
- 4-9 let: Pro toto období je typická sexuální zvědavost a experimentování. Hlavním úkolem rodičů je seznámit děti se základy biologie (souvislost s menstruací u dívek a polucí u chlapců), vytvořit z domova bezpečné místo pro rozhovory o sexualitě, seznámit dítě se sexuálními hranicemi a naučit děti respektovat soukromí.[5][6]
- 10-14 let: Toto období je plné nejen fyzických, ale také psychických změn. Dítě už by mělo být poučeno o většině témat týkajících se sexu a sexuality. Rodiče se ujišťují, zda dítě problematice rozumí, případně doplní nedostatky. V tomto období děti začínají často masturbovat, proto je rodič seznámí se společenskými vzorci chování. [6]
- 15-19 let: Zde je důležité budování vlastní identity a nakládání s vlastními pocity a sexualitou. Rodiče v tomto období mohou děti poučit o tom, jak se chránit před sexuálně přenosnými chorobami.[6]

### Zásady
Každá rodina je individuální, ale přesto existují určité zásady, kterými se rodiče mohou řídit a které by jim rozhovory o sexualitě mohly usnadnit:
- Pravdomluvnost a upřímnost.[1][5]
- Mluvení s úctou (o partnerovi, sexualitě, lidském těle) a nevyhýbání se odpovědi na jakoukoli otázku.[1][5]
- Naslouchání dítěti a akceptování jeho názoru.[1][5]
- Mluvit pozitivně, být aktivní (zajímat se o to, co dítě již ví, jak probíhá sexuální výchova ve škole atd.) a spontánní (např. když v rodině někdo otěhotní, tak to využít jako příležitost vysvětlit dítěti těhotenství).[1][5]
- Být dítěti dobrým vzorem a konat v souladu s tím, co říkám.[1][5]
- Nebát se přiznat svou nevědomost.[1][5]

## Sexuální výchova ve škole

### Charakteristika školního předmětu
Předmět se snaží poučit mladého člověka v otázkách, o kterých se ve společnosti z různých důvodů (stud, snaha o zachování soukromí) málo mluví. Mladý člověk proto často čerpá informace z nevěrohodných zdrojů a může být zatížen předsudky, někdy i nebezpečnými. Tomu má sexuální výchova předcházet.
Hlavní náplní jsou otázky bezpečného sexu, psychické připravenosti na sex, uvědomění si nebezpečnosti pohlavních chorob, seznámení s jejich dopady, způsoby šíření a možnostmi léčby. Seznámení žáků s možnostmi ochrany (kondomy, stálost sexuálního partnera, pohlavní zdrženlivost atd.), ochrany proti nechtěnému otěhotnění v podobě antikoncepce. Navazujícím předmětem, který doplňuje a částečně rozvijí učivo, je rodinná výchova.
Existuje několik možných výkladů sexuální výchovy, které se odvíjí od společenského zázemí, ve kterém je předmět vyučován, respektive od přednášejícího, který hodinu vede. Správný výklad by měl předložit podstatu problému a hlavní používané přístupy a ponechat na žákovi, ať si vybere podle svého přesvědčení. Neseznámení s jinými názorovými proudy je považováno za obecnou chybu.
Sexuální výchova v ČR, včetně poučení týkající se pohlavního styku, je v 21. století víceméně závislá na výchově v rodině. Na školách je výuka často omezena na pohlavní choroby a principy rozmnožování nebo jednorázovou přednášku sexuologa. O vlastním pohlavním styku se tak žáci dozvědí některé informace v souvislosti s biologií člověka (oplodnění a genetika) a přírodovědou (o rozmnožování zvířat). Sexuální chování je ovšem i laskavé chování a schopnost komunikace s opačným pohlavím, které má být vyučováno a nacvičeno v rámci sexuální výchovy. V rámci výchovy na školách jsou v
- 1.–3. třídě vyučovány společenská pravidla chování, základní hygienické návyky, intimní hygiena, ochrana před přenosem viru HIV/AIDS krví, a další rizika.
- 4.–5. třídě vyučovány zdravotně preventivní dovednosti, žákům jsou objasněny fyziologické, psychické a sociální změny spojené s dospíváním.
- 6.–7. třídě vyučovány mravní hodnoty a morálka, odpovědnost, svědomí, vliv morálky na utváření charakteru člověka, proměny člověka v období dospívání a jejich prožívání, znaky a rozdíly tělesné, duševní, citové.
- 8. třídě je v rámci lidské anatomie a fyziologie probírána i rozmnožovací soustava (stavba a funkce), odpovědné rodičovství, pohlavní choroby a AIDS, rozmnožování organismů, genetika.
- 8.–9. třídě vyučovány projevy a podstata projevů citových stavů, jejich vliv na chování a jednání člověka. Také je předmětem výuky zodpovědné rodičovství, mravní, právní a ekonomické problémy nezralého rodičovství, práva dítěte.[7]

V rámci sexuální výchovy pro 6.–9. ročník jsou témata jako vztahy mezi lidmi, první sexuální kontakty, zakládání rodiny, témata týkající se autoerotiky, pettingu, výběru partnera, antikoncepce, léčení a prevence chorob, sexuální orientace, deviace, promiskuita, prostituce, pornografie, ale také sexuální zneužívání a způsoby ochrany, sexuality a zákonných norem.
Vzdělávání na 2. stupni má vést žáky k všestranné, účinné a otevřené komunikaci, pomáhat žákům získat vědomosti, dovednosti a návyky, které jim umožní samostatné učení a utváření hodnot a postojů vedoucích k uvážlivému a kultivovanému chování. Sexuální výchova by měla mladé lidi vybavit znalostmi o sexuálním chování, o antikoncepci, pomoci jim zbavit se falešného studu a pomoci jim vyvarovat se sexuálně přenosné nemoci nebo neuváženého chování.
Kvalitní sexuální výchova je náročná na schopnosti pedagoga.

### Problémy současné sexuální výchovy v ČR
Aktuální metodiku sexuální výchovy v Česku lze hodnotit jako nedostatečně reagující na současné trendy. Podle průzkumu České středoškolské unie z roku 2020 se aktuální výuka téměř nevěnuje tématům jako souhlas se sexuální aktivitou (konsent), genderové role, masturbace či orgasmus. Může to být dané tím, že tato témata jsou v české společnosti stále silně tabuizována. Podle průzkumu České středoškolské unie z roku 2020 se například až 72 % studentů nedozvědělo nic o souhlasu v sexu a 47 % dospívajících uvedlo, že se o sexu ve škole nedozvěděli nic. Nejvíce se podle průzkumu sexuální výchova věnuje tématům AIDS, jiným pohlavně přenosných chorobám, kybernásilí a metodám antikoncepce. Z průzkumu také vyplývá, že přibližně každý třetí dotazovaný ve škole nikdy nedostal informace o domácím násilí, každý druhý dotazovaný uvedl, že se výuka nikdy nezabývala sexuální orientací či online médii (např. problematikou pornografie).
Zlepšením sexuální výchovy na českých školách se zabývá například nezisková organizace Konsent, která organizuje petici za aktualizaci metodiky výuky, pořádá workshopy pro vyučující a vyvinula metodiky několika lekcí sexuální výchovy pro učitele.

### Odpor proti sexuální výchově ve školách
Odpor proti sexuální výchově ve školách je v České republice veden především z řad církví a křesťanských věřících.
„...já když jsem to četl, tak jsem měl dojem, že na těch školách spíše vychováváme kvalitní prostitutku než výbornou matku dětí....“ křesťanský psycholog Jaroslav Maxmilián Kašparů o příručce pro Sexuální výchovu 

Pohlavní styk, stejně jako další témata týkající se sexuality ve společnosti podléhají omezení, nebo jsou z ne vždy zcela zřejmých důvodů zcela tabuizována. Obvykle je hlavním důvodem tabuizace tradice.
Česká biskupská konference a Výbor na obranu rodičovských práv (VORP) za podpory Akce D.O.S.T. se v roce 2010 pokusila prosadit zákaz nebo omezení sexuální výchovy jako vyučovacího předmětu v plánovaných osnov povinné výuky v ČR. Akce probíhala pod heslem „Opravdu chcete, aby se vaše děti učily na základní škole souložit bez zábran a výčitek s kýmkoli, kdekoli a jakkoli?“ Podle některých autorů petice a rozpoutaná debata boří mýtus o sekulární povaze české společnosti, v níž se v 21. století pohlavní styk stává ožehavým tématem. Výuka týkající se pohlavního styku je předmětem sporů věřících (příslušníků náboženství) a pedagogů.  Odpůrci sexuální výchovy upozorňují, že rodičům není příjemné mluvit s dětmi o věcech týkajících se sexu před druhými a dětmi, cítí stud, protože ke zralé lidské sexualitě patří intimita, která ji chrání před zneužitím druhými. Radí rodičům hovořit s dětmi o sexualitě a bránit děti proti účasti v hodinách Sexuální výuky případně protestovat proti ní i soudně, ve spolupráci s Hnutím Pro Život. Předmětem odporu proti Sexuální výchově je například konkrétně uváděné popírání přirozeného účelu sexuality s tím že „všechny způsoby milování jsou si rovnocenné“ a tvrzení o homosexualitě že jde o „normální menšinovou sexuální orientaci“. Jednou z výčitek je i fakt, že „...Současná koncepce SV je založená na odbourání studu u dětí v mladším školním věku, což vede k odstranění zábran a touze po povrchních sexuálních zážitcích.“
Navrhovaným alternativním řešením odpůrců sexuální výchovy jsou abstinenční programy, „Č a Z“ programy, tedy „Programy čistoty a zdrženlivosti“.PŘEDMANŽELSKÁ ZDRŽENLIVOST, kdy pedagog učí dospívající mládež „prostě říct NE“ pohlavnímu styku.
V USA je debata která se týká školní sexuální výchovy součástí politického boje konzervativních katolíků a evangelikánských křesťanů a podle některých názorů je i je nástrojem pro vzestup politické moci. Spojení dětství či mládí se sexualitou je v důsledku toho patologizováno a místo sexuální výchovy je prosazována abstinence.
Konzervativní odpůrci sexuální výchovy apelují na morálku, normy, tradiční hodnoty a řád. Upozorňují na pro současnou společnost devastující následky stávající sexuální výchovy na děti, jako je delikvence mladistvých, rozpad rodiny, potraty, eutanazie.„Četné případy gangsterství, prostituce a kriminality u 10–12letých pramení z násilného přerušení normálního pohlavního vývoje před pubertou a školní sexuální výchovou a předčasně probuzeným zájmem o pohlavní styk.“
VORP se dočkal i mediální kritiky, avšak MUDr. Ilona Burdová jako zastánce odporu pro Sexuální výchově tvrdí, že VORP nebojuje proti sexuální výchově (dále SV) jako takové, ale možnosti konzervativních rodičů ve škole (nebo jinde) děti sexuálně nevyučovat.

## Pozitivní vliv sexuální výchovy na mládež
Výzkumy v oblasti sexuální výchovy potvrdily, že poučená mládež začíná s pohlavními styky později než nepoučená. Sexuální výchova má zřetelný vliv na snížení výskytu sexuálně přenosných nemocí a výskyt nechtěných těhotenství a potratů. Naopak nepoučená mládež v rámci kampaní sexuální abstinence se podle statistik snadno nakazí pohlavními chorobami a dochází častěji k nechtěným těhotenstvím. Snahy o předmanželskou sexuální abstinenci mládeže a omezení sexuální výchovy jsou podle průzkumů v USA kontraproduktivní.
Zastírání skutečného osobního vztahu k objektu studu, nebo odvádění pozornosti, je nazýváno pokrytectví.[zdroj⁠?!] Prudérie je označení pro vyžadování chování (nebo úpravy) přísně podle idealizovaného vzoru normy, a nad rámec normy aktuálně platné ve společnosti. Prudérie může bránit prudérní osobě a jejím vlivem jiným, ve vzdělávání. Prudérie v souvislosti s pohlavním stykem může být sociologicky podmíněným jevem. Například bývalo v slušných rodinách společenskou nezbytností zakrývat nohy od nábytku (aby nesváděly k pohlavnímu styku), jako móda a znak náležitosti k společenské vrstvě.